# Manoella Alves
Manoela Alves dos Santos (Praia Grande, 8 de Dezembro de 1994) é modelo e miss potiguar famosa por ter conquistado o título de Miss Rio Grande do Norte 2015 e por ter ficado entre as cinco finalistas do Miss Brasil de 2015. Em 1º de Setembro de 2016 foi convidada para representar seu País no concurso de Miss Beleza Internacional 2016, que se realizou no dia 27 de Outubro em Tóquio, no Japão, não obtendo classificação. 

## História
Manoela mora com os pais e duas irmãs. Sua mãe, Rita de Cássia dos Santos, é de São Paulo e seu pai, Manoel Alves, do alto oeste potiguar, do município de Alexandria. Morou durante um tempo no município de Vera Cruz, até se mudar para Natal, em busca do sonho de ser modelo profissional. Passou em um vestibular para cursar odontologia, mas por não conseguir conciliar a carreira com os estudos, acabou desistindo. Atualmente, Manoela cursa faculdade de Design de Moda.

### Vida Pessoal
Manoela chegou a ter seu nome divulgado na imprensa como a suposta nova namorada do cantor Luan Santana, durante uma viagem que realizou para Trancoso, na Bahia. Sempre muito discreta, Manoela evitou falar sobre o assunto na mídia.

## Concursos de Beleza

### Municipal e Estadual
Manoela foi eleita Miss Natal válida para a disputa de Miss Rio Grande do Norte no dia 03 de Março de 2015 disputando o título com outras dezenove mulheres. O concurso teve a coordenação de George Azevedo e Rico Bezerra. Representando o Bairro Conjunto Pirangi (Neópolis), chegou a afirmar após a vitória que gostaria de cursar medicina. Com o título municipal, chegou como favorita até a disputa estadual. O concurso foi realizado no dia 17 de Julho nas imediações do Centro de Convenções, na capital. Para garantir o título, Manoela derrotou outras 24 aspirantes. 

### Nacional e Internacional
Primeira edição sob a patente Be Emotion, marca de cosméticos feminino da Polishop, o Miss Brasil 2015 foi realizado no Citibank Hall na noite de 18 de Novembro, a mais tardia da história e já polemizando, retirando uma das etapas mais tradicionais da disputa, o de Melhor Traje Típico. Na disputa que teve etapas como entrevista, desfile de gala, desfile de biquini e maiô, Manoela levou o Estado novamente às cabeças e conseguiu uma vaga entre as cinco finalistas, não conseguindo alcançar uma posição dentre as três primeiras, mas parando no 4º. Lugar.  Além da excelente colocação, foi uma das três finalistas com o melhor look do "Desafio Guess" e a terceira mais votada na enquete realizada pelo portal Terra. 
Convidada para representar o Brasil no Miss Internacional, Manoela viajou para Tóquio, no Japão  em busca do título de Miss Beleza Internacional 2016 ao lado de mais 70 candidatas do mundo todo, porém não obteve classificação entre as quinze semifinalistas da edição que elegeu a filipina Kylie Verzosa como ganhadora. 

## Resumo de Competições
| Concurso                             | Representou         | Ano  |
| ------------------------------------ | ------------------- | ---- |
| Miss Natal (Vencedora)               | Pirangi             | 2015 |
| Miss Rio Grande do Norte (Vencedora) | Natal               | 2015 |
| Miss Brasil (4º. Lugar)              | Rio Grande do Norte | 2015 |
| Miss Beleza Internacional            | Brasil              | 2016 |